# Reumatoloog
Een reumatoloog is een arts die zich heeft gespecialiseerd in de reumatologie, de behandeling van reumatoïde artritis en verwante klachten.
Een belangrijk onderdeel van de werkzaamheden van een reumatoloog betreft pijnbestrijding bij reumapatiënten.